# 林宗男 (教授)
林宗男（1967年12月12日—）國立臺灣大學電機工程學系、電信工程學研究所通信組教授，也是中華民國消費者文教基金會副秘書長。主要研究領域為網路通訊、分散式多媒體系統以及視訊/影像處理。

## 生平
林宗男教授1989年獲得國立臺灣大學電機工程學系學士，1993年與1996年分別獲得普林斯頓大學電機工程學系的碩士與博士。2002年進入國立台灣大學電機工程學系擔任助理教授。

## 言論
2014年台海兩岸欲簽訂服務貿易協定，其中一項是台灣對中國大陸開放第二類電信。林宗男、交大資工系特聘教授林盈達、成大電機系暨電通所教授李忠憲三人在4月4日共同發起「反對服貿協議開放資通訊產業連署」。之後便常在個人臉書上發表見解。
2020年11月17日，民主進步黨立法委員范雲、劉世芳、何欣純、洪申翰舉辦聯合記者會，要求蔡英文政府暫緩推行晶片身分證。林宗男質疑，數位國家的發展與數位身分證的推行完全是兩回事，「為什麼要發行具監控人民功能的數位身分證」。